# 에이전틱 AI
에이전틱 AI(Agentic AI)는 인간의 개입 없이 의사결정을 내리고 작업을 수행할 수 있는 자율 시스템에 초점을 맞춘 인공지능의 한 분야이다. 독립적인 시스템은 조건에 자동으로 반응하여 프로세스 결과를 생성한다. 이 분야는 프로세스 자동화에 적용될 때 에이전트 기반 프로세스 관리 시스템으로도 알려진 에이전틱 자동화와 밀접하게 연관되어 있다. 응용 분야로는 소프트웨어 개발, 고객 지원, 컴퓨터 보안 및 비즈니스 인텔리전스가 있다.

## 개요
에이전틱 AI의 핵심 개념은 인간의 개입 없이 자동화된 작업을 수행하기 위해 AI 에이전트를 사용하는 것이다. 로보틱 처리 자동화(RPA) 및 AI 에이전트는 특정 작업을 자동화하거나 규칙 기반 의사결정을 지원하도록 프로그래밍될 수 있지만, 규칙은 일반적으로 고정되어 있다. 에이전틱 AI는 외부 데이터 및 복잡한 데이터 세트의 지속적인 학습 및 분석을 통해 독립적으로 의사결정을 내린다. 작동하는 에이전트는 환경에 따라 자연어 처리, 기계 학습(ML), 컴퓨터 비전과 같은 다양한 AI 기술을 필요로 할 수 있다.
특히 강화 학습(RL)은 시행착오 방식을 통해 에이전트가 최적의 행동을 학습하도록 지원하여 에이전틱 AI가 자율적인 선택을 하는 데 필수적이다. RL을 사용하여 주변 환경을 지속적으로 탐색하는 에이전트는 행동에 대한 보상 또는 벌칙을 받게 되며, 이는 시간이 지남에 따라 의사결정 능력을 향상시킨다. 이와 동시에 규칙 기반 방식과 달리 딥 러닝은 다층 신경망을 통해 광범위하고 복잡한 데이터 세트에서 특징을 학습함으로써 에이전틱 AI를 지원한다. 따라서 RL과 딥 러닝의 결합은 AI 에이전트가 동적으로 조정하고, 절차를 최적화하며, 인간의 제한된 제어 하에 복잡한 행동을 수행하도록 지원한다.

## 역사

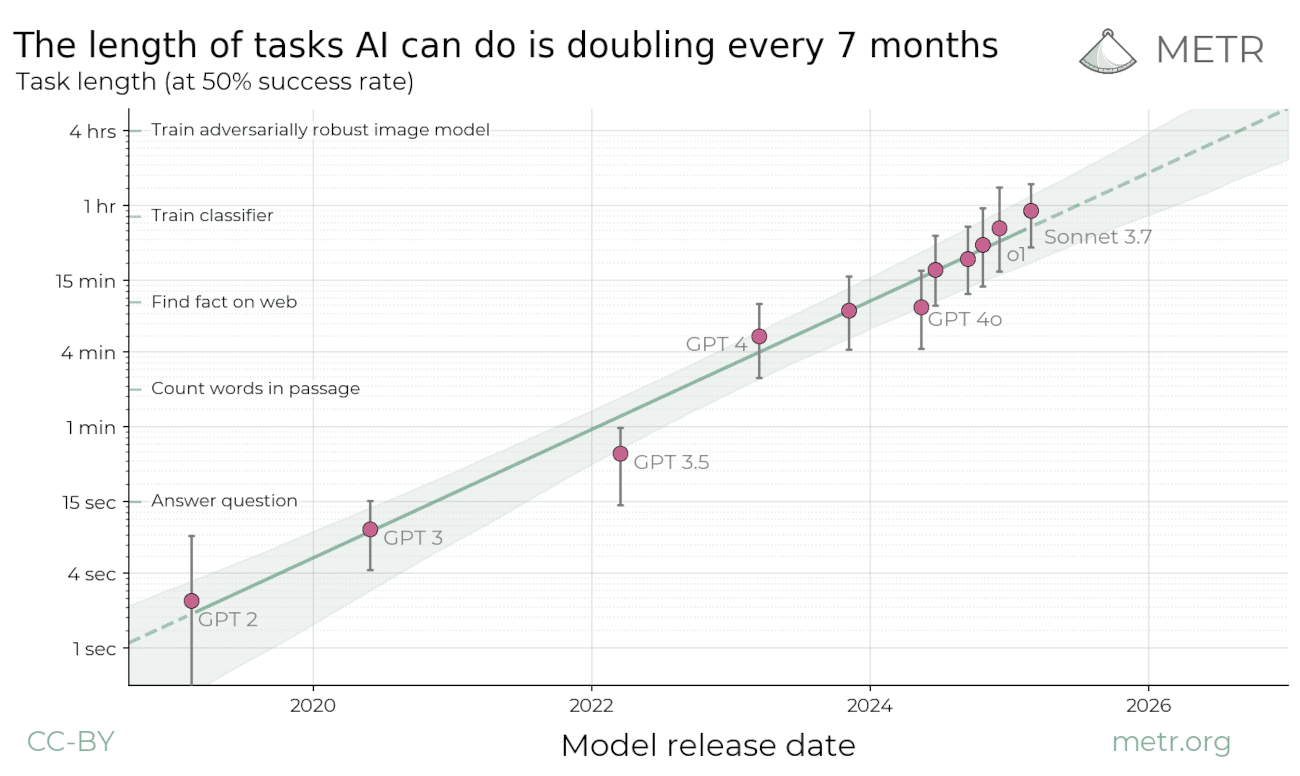
비영리 단체 METR의 그래프는 프론티어 모델이 50% 성공률로 실행할 수 있는 작업의 길이가 2019년부터 2024년까지 약 7개월마다 두 배로 증가했음을 보여준다. 음영 영역은 95% 신뢰 구간을 나타낸다.

일부 학자들은 에이전틱 AI의 개념적 뿌리를 앨런 튜링의 20세기 중반 기계 지능 연구와 노버트 위너의 피드백 시스템 연구로 거슬러 올라간다. 에이전트 기반 프로세스 관리 시스템이라는 용어는 1998년에 비즈니스 프로세스 관리에 자율 에이전트를 사용하는 개념을 설명하기 위해 사용되었다. 행위의 심리학적 원리는 사회학자 앨버트 반두라의 2008년 연구에서도 논의되었는데, 그는 인간이 환경을 어떻게 형성할 수 있는지 연구했다. 이 연구는 인간이 인공지능 에이전트를 모델링하고 개발하는 방식에 영향을 미쳤다.
에이전틱 AI의 추가적인 이정표로는 제한된 영역 내에서 에이전시가 어떻게 작동할 수 있는지 보여준 IBM의 딥 블루, 2000년대 기계 학습의 발전, 로봇 공학에 통합된 AI, 그리고 오픈AI의 GPT 모델 및 세일즈포스닷컴의 에이전트포스(Agentforce) 플랫폼과 같은 생성형 인공지능의 부상 등이 있다.
지난 10년간 AI의 상당한 발전은 에이전틱 AI의 발전을 촉진했다. 딥 러닝, 강화 학습, 인공 신경망의 획기적인 발전은 AI 시스템이 자체적으로 학습하고 인간의 최소한의 지도로 의사결정을 내릴 수 있도록 했다. 자율 운송, 산업 자동화, 맞춤형 의료 분야에서 에이전틱 AI의 통합 또한 그 타당성을 뒷받침했다. 무인 자동차는 복잡한 도로 시나리오를 처리하기 위해 에이전틱 AI를 사용한다.
2025년, 연구 회사 포레스터는 에이전틱 AI를 2025년의 주요 신흥 기술로 선정했다.

## 응용 분야
에이전틱 AI를 사용하는 응용 분야는 다음과 같다.
- 소프트웨어 개발 - AI 코딩 에이전트는 많은 양의 코드를 작성하고 검토할 수 있다. 에이전트는 코드에서 사양을 역공학하는 것과 같이 코드와 관련 없는 작업도 수행할 수 있다.[11]
- 고객 지원 자동화 - AI 에이전트는 인간이 미리 프로그래밍한 제한된 답변 세트를 갖는 대신, 더 다양한 질문에 답변할 수 있는 챗봇의 능력을 향상시켜 고객 서비스를 개선할 수 있다.[11]
- 기업 워크플로 - AI 에이전트는 특정 작업에 대해 미리 프로그래밍된 API가 필요한 회사와 달리, 풀링된 데이터를 처리하여 일상적인 작업을 자동으로 자동화할 수 있다.[11]
- 사이버 보안 및 위협 탐지 - 사이버 보안을 위해 배포된 AI 에이전트는 실시간으로 위협을 자동으로 탐지하고 완화할 수 있다. 보안 대응도 위협 유형에 따라 자동화될 수 있다.[11]
- 비즈니스 인텔리전스 - AI 에이전트는 비즈니스 인텔리전스를 지원하여 자연어 음성 프롬프트에 응답하는 것과 같이 더 유용한 분석을 생성할 수 있다.[11]
- 실제 응용 - 에이전틱 AI는 이미 많은 실제 상황에서 복잡한 작업을 자동화하기 위해 산업 전반에 걸쳐 사용되고 있으며, 따라서 많은 부서 및 조직에 성공적으로 배포되었다. 몇 가지 예는 다음과 같다.
  - 제조 및 예측 유지보수 - 지멘스 AG는 에이전틱 AI를 사용하여 산업 장비의 실시간 센서 데이터를 분석하여 고장이 발생하기 전에 예측한다. 운영에 에이전틱 AI를 배포한 후 계획되지 않은 다운타임을 25% 줄였다.[12]
  - 금융 및 알고리즘 트레이딩 - JP모건 체이스는 금융 서비스를 위한 다양한 도구를 개발했으며, 그 중 하나인 "LOXM"은 시장 변동성에 인간 트레이더보다 빠르게 적응하며 고빈도 거래를 자율적으로 실행한다.[13]
  - 의료 진단 - 구글은 무어필드 안과 병원과 협력하여 3D 안구 스캔을 분석하여 안구 질환을 탐지했으며, 시험에서 94%의 정확도를 달성했다.[14]
  - 소매 및 고객 서비스 - 월마트는 AI 챗봇을 사용하여 반품 및 재고 문의를 포함한 고객 문의의 80%를 자율적으로 처리한다.

## 관련 개념
에이전틱 자동화는 에이전틱 프로세스 자동화라고도 불리며, 워크플로를 생성하고 운영하기 위해 에이전틱 AI를 적용하는 것을 의미한다. 한 예로, 대형 언어 모델은 자동화된 (에이전틱) 워크플로를 구축하고 실행하여 인간의 개입 필요성을 줄이거나 없앨 수 있다.
에이전틱 AI는 의사결정 및 행동 수행 능력으로 특징지어지는 반면, 생성형 인공지능은 학습된 패턴을 기반으로 독창적인 콘텐츠를 생성하는 능력으로 구별된다.
로보틱 처리 자동화(RPA)는 소프트웨어 도구가 미리 정의된 워크플로와 구조화된 데이터 처리를 통해 반복적인 작업을 자동화하는 방법을 설명한다. RPA의 정적 지침은 그 가치를 제한한다. 에이전틱 AI는 더 동적이며, 문맥 분석을 포함한 비정형 데이터 처리 및 분석, 그리고 사용자와의 상호 작용을 허용한다.

## 같이 보기
- 지능형 에이전트
- 모델 컨텍스트 프로토콜
- 합리적 에이전트
- 소프트웨어 에이전트